# 4351 Nobuhisa
4351 Nobuhisa este un asteroid din centura principală, descoperit pe 28 octombrie 1989 de Toshimasa Furuta și Yoshikane Mizuno.